# Траєнгл (Вірджинія)
Траєнгл (англ. Triangle) — переписна місцевість (CDP) в США, в окрузі Принс-Вільям штату Вірджинія. Населення — 9589 осіб (2020).

## Географія
Траєнгл розташований за координатами 38°32′50″ пн. ш. 77°19′7″ зх. д. / 38.54722° пн. ш. 77.31861° зх. д. (38.547151, -77.318494).  За даними Бюро перепису населення США в 2010 році переписна місцевість мала площу 7,75 км², з яких 7,29 км² — суходіл та 0,46 км² — водойми.

## Демографія
Згідно з переписом 2010 року, у переписній місцевості мешкало 8188 осіб у 2848 домогосподарствах у складі 1964 родин. Густота населення становила 1057 осіб/км².  Було 3143 помешкання (406/км²).
Расовий склад населення:
| - 41,3 % — білих - 37,1 % — чорних або афроамериканців - 5,4 % — азіатів - 0,5 % — корінних американців - 0,2 % — вихідців з тихоокеанських островів - 9,2 % — осіб інших рас |

До двох чи більше рас належало 6,3 %. Частка іспаномовних становила 18,4 % від усіх жителів.
За віковим діапазоном населення розподілялося таким чином: 29,3 % — особи молодші 18 років, 64,8 % — особи у віці 18—64 років, 5,9 % — особи у віці 65 років та старші. Медіана віку мешканця становила 31,6 року. На 100 осіб жіночої статі у переписній місцевості припадало 96,3 чоловіків;  на 100 жінок у віці від 18 років та старших — 94,7 чоловіків також старших 18 років.
Середній дохід на одне домашнє господарство  становив 92 840 доларів США (медіана — 66 558), а середній дохід на одну сім'ю — 110 045 доларів (медіана — 89 167). Медіана доходів становила 60 568 доларів для чоловіків та 50 729 доларів для жінок. За межею бідності перебувало 11,0 % осіб, у тому числі 12,2 % дітей у віці до 18 років та 11,0 % осіб у віці 65 років та старших.
Цивільне працевлаштоване населення становило 4408 осіб. Основні галузі зайнятості: освіта, охорона здоров'я та соціальна допомога — 20,2 %, публічна адміністрація — 17,0 %, науковці, спеціалісти, менеджери — 13,1 %, мистецтво, розваги та відпочинок — 11,3 %.